# Paseo de la Fama de Madrid
Il Paseo de la Fama di Madrid, versione spagnola della Hollywood Walk of Fame, è un tratto di marciapiede sul quale vengono poste le stelle dedicate ai maggiori artisti cinematografici spagnoli.

## Storia
Il Paseo venne inaugurato il 27 giugno 2011, in quella data si festeggiava il 25º anniversario della fondazione della Academia Española de Cine e per questa occasione vennero poste 25 stelle dedicate anche ad artisti e personalità già defunte.
A partire da quella data ogni anno, il giorno precedente alla consegna dei Premi Goya (gli Oscar del cinema spagnolo) viene posta una nuova stella.
Il Paseo si trova in parte in calle Martín de los Heros e in parte in una porzione di calle Fuencarral in particolare tra la rotonda di Quevedo e la rotonda di Bilbao.

## Artisti
Questo è l'elenco alfabetico delle personalità che compaiono nel paseo, 10 personalità ebbero una stella postuma:
- Pedro Almodóvar - regista e sceneggiatore
- Alejandro Amenábar - regista
- Juan Antonio Bardem - regista (stella postuma)
- Luis García Berlanga - regista (stella postuma)
- Luis Buñuel - regista  (stella postuma)
- José Luis Garci - regista e produttore
- Pilar Miró - regista (stella postuma)
- Carlos Saura - regista
- Fernando Trueba - regista
- Imperio Argentina - attrice (stella postuma)
- Penélope Cruz - attrice
- Carmen Maura - attrice
- Sara Montiel - attrice
- Emma Penella - attrice (stella postuma)
- Amparo Rivelles- attrice
- Carmen Sevilla - attrice
- Concha Velasco - attrice
- Antonio Banderas - attore
- Javier Bardem - attore
- Fernando Fernán Gómez - attore (stella postuma)
- Pepe Isbert - attore (stella postuma)
- Alfredo Landa - attore
- Tony Leblanc - attore
- Francisco Rabal - attore e regista (stella postuma)
- Fernando Rey - attore (stella postuma)